# Pierre Benoit
Pierre Benoit (Albi, Franciaország, 1886. július 16. – 1962. március 3., Ciboure, Franciaország) francia regényíró, költő.
Egzotikus helyszíneken játszódó romantikus regényei kedveltek voltak világszerte, így Magyarországon is különösen a két világháború között.

## Élete
Apja katonatiszt volt, és akkori állomáshelyén, Albiban született meg fia, Pierre Benoit. Bár életének csupán első évét töltötte ebben a városban, mégis kötődött hozzá. Különösen híres székesegyháza mozgatta meg romantikus képzeletét.
1887-től apját Észak-Afrikába helyezték. Tunéziába majd Algériába, ahol az Algíri Nagylíceumban tanult. Katonai szolgálatát ő is ott töltötte, majd leszerelése után 1907-ben Montpellier-be ment, ahol irodalmi és jogi tanulmányokat folytatott, és két diplomát szerzett ezekből.
Tanulmányai végeztével köztisztviselő lett, Könyvtáros az Oktatási Minisztériumban. Harcolt az első világháborúban, azonban frontszolgálata alatt súlyosan megbetegedett.
Első regénye, a Királyasszony szeretője (Koenigsmark) 1918-ban jelent meg, majd a következő évben az Atlantis (L'Atlantide), amellyel elnyerte a Francia Akadémia nagydíját. Számos regényét filmesítették meg. Több alkalommal működött közre forgatókönyvíróként is. Leggyakrabban az említett két regényét, de több alkalommal a Ferté kisasszony, A táncosnő és Az áruló című regényeit is. Két első regényéből operát is írtak.
1923-tól sokat utazott a világban, elsősorban a francia gyarmatbirodalom országaiban, ahonnan különféle francia lapoknak tudósított. Több híres személyiséggel készített interjút, mint például Kemal Atatürkkel vagy Hailé Szelasszié etióp császárral. De készített riportot Göringgel, Mussolinivel vagy az általa nagyra tartott Salazar portugál diktátorral is.
1931-ben lett a Francia Akadémia tagja. Az erősen szélsőjobboldali beállítottságú Benoit, a fasiszta Charles Maurras csodálója volt. Franciaország náci megszállása alatt csatlakozott a „Groupe Collaboration”-hoz, egy nácibarát művészeti csoporthoz, amelynek tagja volt többek között Abel Bonnard, Georges Claude és Pierre Drieu La Rochelle is. Emiatt 1944 szeptemberében letartóztatták, de végül hat hónap után szabadon bocsátották. Viszont mint náci kollaboráns évekig „feketelistán” volt ezután.
Magyarországon a két világháború között csaknem valamennyi regényét kiadták. 1945 után azonban feltehetően politikai szerepvállalása miatt nem jelenhetett meg. Élete alkonyán Benoit interjúsorozat adott Paul Guimard francia írónak.

## Regényei
- Királyasszony szeretője (Koenigsmark, 1918), Genius Könyvkiadó, Budapest, 1922, 1924, fordította: Kuncz Aladár
- Atlantis (L'Atlantide, 1919), Dick Manó Kiadása, Budapest, fordította: Tonelli Sándor
- A király gyűrűje (Pour don Carlos, 1920), Genius Könyvkiadó, Budapest, fordította: Révay József
- A sós-tó (Le Lac salé, 1921), Singer és Wolfner, Budapest, 1922, fordította: Kovács Zoltán
- Az óriások utja (La Chaussée des géants, 1922), Légrády Nyomda és Könyvkiadó R.-T., Budapest
- Elhagyatva[1] (?, 1922), Genius Könyvkiadó, Budapest, Pegazus, Bécs / Lipcse, 1923, fordította: Szélné Bálint Aranka
- Ferté kisasszony (Mademoiselle de La Ferté, 1923), Genius Kiadás, Budapest, 1937, fordította: Komor András
- Paul Bourget – Gerard D'Houville – Henri Duvernois – Pierre Benoitː A négyek regénye (Le Roman des quatre, 1923), Genius Könyvkiadó, Budapest, 1923, fordította: Kállay Miklós, Kosztolányi Dezső, Lányi Viktor, Szélné Bálint Aranka
- Az áruló (La Châtelaine du Liban,[2] 1924), Dante Könyvkiadó, Budapest, fordította: Benedek Marcellné
- A táncosnő (Le Puits de Jacob,[3] 1925) Dante Könyvkiadó, Budapest, fordította: Bársony Rezső
- Fellobbanó parázs (Alberte, 1926), Dante Könyvkiadó, Budapest, 1926, fordította: Havas József
- A mosolygó szobor (Le Roi lépreux, 1927), Dante Könyvkiadó, Budapest, fordította: Benedek Marcell
- Axelle (Axelle, 1928)
- Erromango (Erromango, 1929), Pantheon Irodalmi Intézet, Budapest, fordította: Várnay Erzsébet
- Szerelmes ellenségek (Axelle), Genius Könyvkiadó, Budapest, 1929, fordította: Komlós Aladár
- Le Soleil de minuit (Éjféli Nap, 1930)
- Le Déjeuner de Sousceyrac (Reggeli Sousceyrac-ban, 1931)
- A zöld sziget (L'Île verte, 1932), Franklin-Társulat, Budapest, 1934, fordította: Hevesi András
- Fort-de-France (Fort-de-France, 1933)
- Cavalier 6 (1933) (Eredetileg 1922-ben írta L'Oublié (Feledés) címen)
- Monsieur de la Ferté (Ferté úr, 1934)
- Asszonyszív, örök rejtély (Fort-de-France), Nova Irodalmi Intézet, Budapest, 1934, fordította: Rónay Mária
- Boissière (1935)
- Nyugat asszonya (La Dame de l'Ouest, 1936), Nova Irodalmi Intézet, Budapest, 1936, fordította: Rejtő Jenő
- Az üldözött (Erromango), Tolnai Könyvkiadó, Budapest, 1936, fordította: Várnay Erzsébet
- Saint-Jean d'Acre (1936) (Ezt követte az Éjjeli őrjárat (La Ronde de nuit))
- Pierre Benoit – Claude Farrère: A Szent Bertalan-éji asszony (L'Homme qui était trop grand, 1936), Pantheon Kiadás, Budapest, fordította: Fejtő Ferenc
- Les Compagnons d'Ulysse (Odüsszeusz társai, 1937)
- Bethsabée (Betsabé, 1938)
- Notre-Dame-de-Tortose (Tortosa-i Miasszonyunk, 1939)
- Les Environs d'Aden (Ez történt Ádenben, 1940)
- Le Désert de Gobi (A Góbi-sivatag, 1941)
- Lunegarde (Lunegarde, 1942), Renaissance Kiadó, Budapest, 1943
- Seigneur, j'ai tout prévu... (Uram, mindent elterveztem..., 1943)
- L'Oiseau des ruines (Rommadár, 1947)
- Jamrose (Jamrose, 1948)
- Aïno (Aïno, 1948)
- Le Casino de Barbazan (Casino Barbazan, 1949)
- Les Plaisirs du voyage (Az utazás örömei, 1950)
- Les Agriates (Az Agriates-vidék, 1950)
- Le Prêtre Jean (János pap, 1952)
- La Toison d'or (Aranygyapjú, 1953)
- Villeperdue (Villeperdue, 1954)
- Feux d'artifice à Zanzibar (Tűzijáték Zanzibárban, 1955)
- Fabrice (Fabrice, 1956)
- Montsalvat (Monsalvat, 1957)
- La Sainte Vehme (A Szent Törvényszék, 1958)
- Flamarens (Flamarens, 1959)
- Le Commandeur (A parancsnok, 1960)
- Les Amours mortes (Halott szerelmek , 1961)
- Aréthuse (Arethusza, 1963), befejezetlen regénye

### Magyarul
- Szerelmes ellenségek; ford. Komlós Aladár; Genius, Budapest, 192? (Genius weekend regényei)
- Atlantis. Regény; ford. Tonelli Sándor; Dick, Budapest, 1920
- Királyasszony szeretője; ford. Kuncz Aladár; Genius, Budapest, 1922 (A regényírás művészei)
- Ferté kisasszony; ford. Komor András; Genius, Budapest, 1922 (A regényírás művészei)
- A Sós-Tó. Regény; ford. Kovács Zoltán; Singer-Wolfner, Budapest, 1922
- Paul Bourget–Gérard D'Houville–Henri Duvernois–Pierre Benoit: A négyek regénye; ford. Kállay Miklós, Kosztolányi Dezső, Lányi Viktor, Szélné Bálint Aranka; Genius, Budapest, 1923 (A regényírás művészei)
- Elhagyatva; ford. Sz. Bálint Aranka; Pegazus, Wien–Leipzig, 1923
- Az áruló. Regény; ford. Benedek Marcellné; Dante, Budapest, 1924 (Szép könyvek)
- A király gyűrűje; ford. Révay József; Genius, Budapest, 1925 (Olcsó akció)
- A táncosnő. Regény; ford. Bársony Dezső; Dante, Budapest, 1925
- A mosolygó szobor. Regény; ford. Benedek Marcell; Dante, Budapest, 1927
- Az óriások útja. Regény; Légrády, Budapest, 1927
- Fellobbanó parázs. Regény; ford. Havas József; Dante, Budapest, 1927
- Szerelmes ellenségek; ford. Komlós Aladár; Genius, Budapest, 1929
- Erromango. Regény; ford. Várnay Erzsébet; Révai, Budapest, 193? (Közművelődési könyvek)
- A zöld sziget; ford. Hevesi András; Franklin Ny., Budapest, 1934 (Külföldi regényírók)
- Asszonyszív, örök rejtély; ford. Rónay Mária; Nova, Budapest, 1934
- Egy lélek arcképe. Szemelvények Benoit Péterné Van Berchem Renée leveleiből és naplójegyzeteiből; ford. Vargha Gyuláné; fordítói, Budapest, 1935
- Az üldözött. Regény; ford. Várnay Erzsébet; Tolnai Ny., Budapest, 1936 (Világhírű regények)
- Nyugat asszonya; ford. Rejtő Jenő; Nova, Budapest, 1936
- Pierre Benoit–Claude Farrére: A Szent Bertalan-éji asszony; ford. Fejtő Ferenc; Pantheon, Budapest, 1937
- Lunegarde. Regény; ford. Gaál Andor; Renaissance, Budapest, 1943

## Regényeiből készült filmek
(Angolul zárójelben a film nemzetközi címe szerepel.)
- L'Atlantide (Missing Husbands, Atlantis című regényéből, rendezte: Jacques Feyder, 1921)
- Koenigsmark (The Secret Spring, azonos, magyarul a Királyasszony szeretője címmel megjelent regényéből, rendezte: Léonce Perret, 1923)
- Le puits de Jacob (A Daughter of Israel, azonos, magyarul A táncosnő címmel megjelent regényéből, rendezte: Edward José, 1925)
- La ronde de nuit (forgatókönyv, rendezte: Marcel Silver, 1925)
- La chaussée des géants (Az óriások utja című regényéből, rendezte: Robert Boudrioz, Jean Durand 1926)
- The Midnight Sun (Le soleil de minuit című regényéből, rendezte: Dimitri Buchowetzki, 1926)
- Le soleil de minuit (azonos című regényéből, rendezte: Richard Garrick, Jean Legrand, 1926)
- La châtelaine du Liban (azonos, magyarul Az áruló címmel megjelent regényéből, rendezte: Marco de Gastyne, 1927)
- Princesse Mandane (L'oublié című regényéből, rendezte: Germaine Dulac, 1928)
- Surrender (Axelle című regényéből, rendezte: William K. Howard, 1931)
- Atlantis királynője (Die Herrin von Atlantis, Atlantis című regényéből, rendezte: Georg Wilhelm Pabst, 1932)
- L'Atlantide[4](L'Atlantide, Atlantis című regényéből, 1932)
- Atlantis[5] (The Mistress of Atlantis, Atlantis című regényéből, rendezte: Georg Wilhelm Pabst, 1932)
- Áruló (Libanon asszonya) (La châtelaine du Liban, forgatókönyv és dialógusok franciául azonos, magyarul Az áruló címmel megjelent regényéből, rendezte: Jean Epstein , 1934)
- Les nuits moscovites (Moscow Nights, regény, rendezte: Alexis Granowsky, 1934)
- Königsmark (Crimson Dynasty, azonos, magyarul a Királyasszony szeretője címmel megjelent regényéből, rendezte: Maurice Tourneur, 1935)
- I Stand Condemned (eredeti angol címe: Moscow Nights, regény, rendezte: Anthony Asquith, 1935)
- Tarass Boulba (Taras Bulba, adaptáció, rendezte: Alexis Granowsky, 1936)
- Boissière (a forgatókönyv írója azonos című regényéből, rendezte: Fernand Rivers, 1937)
- Angélica (Blood Red Rose, Les compagnons d'Ulysse című regényéből, rendezte: 1939)
- Una signora dell'ovest (Girl of the Golden West, a Nyugat asszonya című regényéből, rendezte: Carl Koch, 1942)
- Le soleil de minuit (azonos című regényéből, rendezte: Bernard-Roland, 1943)
- Le colonel Chabert (adaptáció, rendezte: René Le Hénaff, 1943)
- Vautrin (Vautrin the Thief, forgatókönyv, rendezte: Pierre Billon, 1943)
- Lunegarde (regény, rendezte: Marc Allégret, 1946)
- Vértigo (regény, rendezte: Antonio Momplet, 1946)
- Szenvedély rabjai (Bethsabée, regény, rendezte: Léonide Moguy, 1947)
- Siren of Atlantis (Atlantis című regényéből, rendezte: Gregg G. Tallas, 1949)
- Mademoiselle de la Ferté (Ferté kisasszony című regényéből, rendezte: Roger Dallier, 1949)
- Koenigsmark (azonos, magyarul a Királyasszony szeretője címmel megjelent regényéből, rendezte: Solange Térac, 1953)
- C'est arrivé à Aden... (It Happened in Aden, Les environs d'Aden című regényéből, rendezte: Michel Boisrond, 1956)
- La châtelaine du Liban (The Lebanese Mission, azonos, magyarul Az áruló címnel megjelent regényéből, rendezte: Richard Pottier, 1956)
- Antinea, l'amante della città sepolta (Journey Beneath the Desert, Atlantis című regényének története alapján, rendezte: Giuseppe Masini, Edgar G. Ulmer, 1961)
- Ercole alla conquista di Atlantide (Hercules and the Captive Women, Atlantis című regényének felhasználásával, rendezte: Vittorio Cottafavi, 1961)
- Mademoiselle de la Ferté (tévéfilm Ferté kisasszony című regényéből, rendezte: Gilbert Pineau, 1965)
- Koenigsmark (tévéfilm azonos, magyarul a Királyasszony szeretője címmel megjelent regénye alapján, rendezte: Jean Kerchbron, 1968)
- L'Atlantide (tévéfilm Atlantis című regényéből, rendezte: Jean Kerchbron, 1972)
- Les amours des années folles (tévéfilm sorozat 1., Alberte című epizód – (Fellobbanó parázs címmel megjelent regényéből, rendezte: Jean-Paul Roux, 1980)
- Le déjeuner de Sousceyrac (tévéfilm azonos című regényéből, rendezte: Lazare Iglesis, 1990)
- Atlantisz (L'Atlantide, Atlantis című regényéből, rendezte: Bob Swaim, 1992)
- Hazug szerető (L'ombre d'un crime, tévéfilm Fellobbanó parázs című regényéből, rendezte: Jean Sagols, 2005)

## Versek
- Diadumène (1914)
- Les Suppliantes (Az esdeklők, 1920)

## Opera feldolgozások
- L'Atlantide – Henri Tomasi (1954) (Atlantis című regényéből)
- Koenigsmark – Marc Berthomieu (Azonos, magyarul a Királyasszony szeretője címmel megjelent regényéből)

## Díjak, elismerések
- 1919 – A Francia Akadémia nagydíja Atlantis (L'Atlantide) című regényéért
- 1931 – A Francia Akadémia tagja